# アシガール
『アシガール』は、森本梢子による日本の少女漫画。戦国時代を舞台にしたラブコメディ。『Cocohana』（集英社）にて、同誌が『コーラス』から誌名を変更し新装刊された2012年1月号より連載。12巻で第1部が終了したが、その後は新章「新婚編」を2022年2月号まで連載。2021年11月27日に発売された同誌2022年1月号では、創刊10周年記念号の企画として、作者の森本とくらもちふさこによる初の合作漫画が掲載され、くらもちが本作の世界に登場する内容が描かれている。2023年2月時点で電子書籍を含めた累計部数は430万部を突破している。
2023年2月、唯の弟の尊の子を主人公とした本作の続編『たまのこしいれ 〜アシガール EDO』が『Cocohana』4月号より連載中。
NHK総合テレビの「土曜時代ドラマ」枠でテレビドラマ化され、2017年9月23日から12月16日まで放送された。その続編となるスペシャルドラマが、2018年12月24日に放送された。

## あらすじ
1巻
足は速いが授業にも部活にもやる気を出せない女子高生「速川唯」が、天才的頭脳を持つ弟・尊の実験室でうっかり懐剣（タイムマシン起動スイッチ）を抜いたところ、敗走中の足軽隊に紛れ込んでしまう。時は永禄2年(1559年)、戦国時代であった。そこで偶然名乗った孫兵衛のせがれ「唯之助」として、孫兵衛の女房の吉乃（おふくろ様）の世話になり百姓の手伝いをしながら過ごすが、途中で出会い一目ぼれした若君様・羽木九八郎忠清にもう一度会おうと黒羽城へ赴く。しかし門前払いを受けた唯。帰り道で空を見上げた時、満月の日に元の世界に戻れることを思い出し、若君とニアミスをしつつ、現代に無事帰還。戦国時代では1か月過ごしたが、現代ではたった3分しか経っていなかった。だがその後、日本史の木村先生から、唯が行った永禄2年に黒羽城城主羽木家は宿敵・高山との戦に敗れ滅亡、若君も死亡することを聞く。「若君を助ける」と決意し、次の満月で戦国に戻った唯。そこでは、高山から小垣城を奪還するための戦いが始まろうとしていた。
2巻
唯は天野信茂に頼み込み小荷駄隊として従軍したが戦の過酷な様を見て気絶し、羽木軍大勝利で沸き返る中無力さをかみしめる。その夜、鐘ヶ江ふきが若君の閨の相手に差し出されることをあやめから聞き、ふきと入れ替わりふくと名乗り若君と会うことに成功する。戦で命を落とした者や落ちゆく相手方の兵を思い気持ちが沈んでいた若君にとって「人はあんな風に殺しあっちゃイカンですよ」と言い切るふくは気になる存在であったが、同衾を怖がっているふく（唯）には手を出さず「腹が決まったら参れ」と言い残す。唯は戦の際に若君の傍近くで守るために、天野で雇ってもらえるよう再度信茂に頼み、悪丸との駆け比べに勝ち天野小平太の元で召し抱えられることになる。一方、人違いとは知らず黒羽城にふきが到着する。そして高山は野上衆と手を組み、小垣城を再び奪わんと3千対1千の、圧倒的に羽木が不利な戦が始まろうとしており、唯は尊に助けを求めるべく現代に戻っていった。
3巻
現代で1か月過ごす間に木村先生から戦術の指南を受け、尊が不眠不休で製作した秘密兵器を携えて、唯は消えた３分後の永禄2年に戻る。若君は単騎で敵陣中央を突こうとし、唯は若君の騎馬の轡（くつわ）を取り、「でんでん丸」を手に共に敵陣を駆け抜け、「まぼ兵くん」の兵を本物と勘違いした高山軍は敗走する。その功で唯は若君の御馬番となるが、馬を扱うことができず実質は馬糞運搬係であった。若君はふくによく似た唯之助を怪しんでいたが、遠乗りの際胸があることに気づき、紅梅餅を食べさせようと呼んだ時の振る舞いで、唯之助がふくであることを確信。「まだ腹は決まらぬか」と優しく微笑む。恥ずかしさから藁の中に隠れた唯は、如古坊と坂口信広の会話を漏れ聞き、和議の行われる吉田城で何か起こると察知する。和議に向かった若君は羽木成之の手の者により心臓付近を射抜かれ瀕死状態となり、唯の機転で若君は現代へと消える。(雑誌掲載時より一部加筆あり)
4巻
尊は、唯の代わりに現れた若君のために救急車を呼び、両親に唯が1か月戻らないことを告げる。若君は病院や車等に心底驚きつつも騒がずそれを受け入れるが、黒羽城跡を訪れ初めて450年後であることを実感し羽木が滅ぶことを知る。その時助けになったのは唯の変顔写真と、尊の言葉だった。若君は再手術のため次の満月の時に永禄2年（3分後）へ帰ることができず、永禄では成之の謀により、若君かどわかしの嫌疑が掛けられた唯は、逃亡生活を送っていた。その後天野家に匿われるも、吉乃が捕まったことにより城に出頭する。一方若君は順調に回復し、タイムマシンの燃料切れで若君が使った後は1回しか使えないことを聞き、「唯を必ず返す」と父母に約束し戦国に戻る。若君は牢で体調を壊した唯を抱きしめ、天野家で養生させ、タイムマシンはあと2度使えると唯に嘘を告げる。(雑誌掲載時と一部変更あり)
5巻
若君の警固番役に取り立てられた唯は、小平太の厳しい稽古を逃げ出し若君の元へ行くが、若君がその夜ふきのところに渡ることを知り落ち込む。次の日の夜、遠乗りの約束を反故にされた若君は心配して天野家に忍んでいき、唯が嫉妬していることを知る。永禄2年11月、高山が戦準備をしていることがわかり、羽木の先陣は成之が務めることになる。成之が高山と内通していることを知る唯はそれを若君に伝えようとするが、如古坊に連れ去られ媚薬を飲まされる。そして成之と見つめあっている所を探しにきた若君が目撃し、若君もまた嫉妬することを自覚する。満月の夜、唯は若君の頼みで「戦国の女性」姿となり、若君は唯を手許に置いておきたい心と葛藤しながら、「お前のことは生涯忘れぬ」と送り出す。戦国に戻れぬことを知った唯は嘆き悲しむが、木村先生から羽木家が永禄2年に滅んでなかったことを示す、松丸家から羽木家への詫び状が発見されたと聞く。(雑誌掲載時と一部変更あり)
6巻
姉が悲しむ姿に心痛めた尊は無茶をして燃料を作り、戦国との行き来が一往復のみ可能となる。5か月振りに戦国に戻った唯は、黒羽城へ向かう阿湖姫の一行をそうとは知らず助ける。吉乃から、若君の活躍で高山との戦いに勝ったことを知らされ、「若君が羽木家領民のために承知した婚礼を邪魔してはならぬ」と諭された唯は、梅谷村に引き籠ろうするが、途中偶然にも若君と会い二人は抱きしめ合う。若君に出会ったら2度と戻らないと決めていた唯は懐剣を投げ捨て、若君もまた「お前がこれほどの覚悟で戻ったからには他の者を娶ろうとは思わぬ」と告げる。婚礼が日延べになり気落ちしている阿湖姫は気の合う唯之助と城下に忍んでいくが、そこで高山の手の者に襲われ、阿湖姫と着物を取り換えた唯が身代わりにさらわれる。そして、高山宗熊と阿湖姫との縁組の承諾を求める手紙が松丸家に届いたことを知った若君は、高山の城に松丸義次を名乗って潜入することを決意する。
7巻
若君は、尊の発明した道具を持った悪丸だけを伴い長沢城に入るが、阿湖姫（唯）と宗熊との婚儀がすぐ行われることを知り「けむり玉」で唯の奪還を急ぎ、牛背山に入り道に迷う。一方黒羽城では若君が高山領へ行ったことで騒ぎになり、羽木忠高の命を受けた小平太と成之とが国境の小垣城に向かい、長沢城に来たのが忠清だと知った高山宗鶴も激怒して山狩りを命ずる。山奥の荒れ寺で一息ついた唯は、星空の下、「こちらへ参れ」と誘う若君に腹を決めたことを告げ、初めてのキスを交わす。しかし追っ手が迫っていると判明。寺の和尚とその弟子・奇念を伴い、一行は急遽出立する。高台から、両軍が川で睨みあい羽木軍形勢不利と見た若君は、自身が高山に投降することで戦を回避しようとするが、唯は反対し「でんでん丸」で若君を失神させ、羽木軍目指して駆けだし撃たれながらも高山に伏兵がいることを伝え倒れる。そして成之から、唯之介が忠清の大事な女子(おなご)であることが、一部の家臣に伝えられた。
8巻
無事羽木軍に合流した若君は、自分の浅慮で始まった戦の陣頭指揮を執り、川を挟んで対峙する高山軍の攻撃を次々と防ぎ、数百の舟で高山軍が川を渡ろうとしたときも「まぼ兵くん」を使い窮地を脱する。一方唯は熱が下がらぬまま小垣城から黒羽城奥御殿へと運ばれ、若君の寵姫として似つかわしくない風貌、立ち居振る舞いに困惑する藤尾や侍女たちからいじめを受けることになる。戦は双方とも援軍を繰り出し膠着状態となっていたが、強硬派の宗鶴が倒れたことから、宗熊と忠清（若君）の間で和議が交わされた。その後若君はすぐ唯に会いに戻り、若君と共に乱世で生きることに微塵の迷いも無いことを聞くと「唯、この忠清の妻になれ」と告げ、今度は長いキスを交わす。忠高は驚き反対するが、お方様の説得もあり承諾する。若君の許嫁となった唯は、若君の命を守り抜くことが一番の目的だったことを思い出し、戦のときは共に行くと決意を告げる。その直後、奇念から修行の旅に出ることを聞いた唯。感涙と共に、その後ろ姿を見送った。
9巻
松丸に帰ろうとする阿湖姫に成之が求婚、野上衆も忠清（若君）と和睦、無事四家の同盟が成立し、後に天下を平定する織田家に対する備えも盤石かに思われ、また唯の結婚準備も着々と進み婚儀まであと5日となった。しかしその夜、「織田家家臣・相賀一成と父宗鶴の間で密約が交わされ和議を破ることになった」との詫び状が宗熊より届き、若君は策を講ずべく小垣に向かう。それを知った唯も追いかけるが「人は家名や城のために死んではならぬ。皆の命を守ることができれば負けたと思わぬ」との存命を明かして皆を止めてほしいと頼まれ、黒羽に残る。高山・織田合わせて4万・鉄砲3千500丁の大軍が小垣城を抜けて、羽木領内を着々と進む中、軍議が開かれ、各々が戦を主張し、さらには高山から「すみやかに開城し忠清を引き渡せば家臣領民に危害を加えない」と到底呑めない書状も届く。そんな中、唯の元に捨てたはずの懐剣(起動スイッチ)が、若君から届けられた。
10巻
若君の父・忠高は、千原元次の死を悲しむ唯と助力を申し出た野上元継の意見に従い、羽木家総勢即刻退去と野上の里へ逃れることを決断。「まぼ兵くん」で敵を騙し、黒羽城を捨てて逃げ出す。一方の唯は野上衆の案内で小垣城にいる若君の元に急ぐが、途中、小垣城が落ち満月より1日早い明朝に明け渡しされることを知る。小垣攻めの名目上の大将・宗熊に出会った唯は、開城期限を1日延期して欲しいと頼み、城内で若君と再会する。苦しいほど抱きしめられた後、1日だけでもお嫁さんにしてほしいと頼み、木村政秀夫妻の立会いの元で婚礼を上げる。満月の夜に目が覚めた唯は若君を現代に逃がそうとするが、「お前をここで死なせるようなことあらばこの忠清、生涯悔いのみが残るものと分からぬか!」との言葉を聞き、尊に一縷の望みを託し現代に帰ることを決める。
- 番外編其の一 - 若君13歳の初陣の話。
- 番外編其の二 - 治療で現代に来た時の洋服姿の若君と小姓「尊」の話。

11巻
現代にて失意の生活を送っていた唯は、大手山に忠清(若君)の供養塔が有ること、奇念がそれを建てたことを知る。悲しむ姉を見た尊は、今の問題の解決策を思いつく。それは未来の自分に、新たな改良型タイムマシンを、今の自分に向けて送らせるというもの。一方の永禄では、若君が相賀一成より、一成の娘との婚姻を迫られていた。そんな折、若君の父・忠高に、伯父である御月晴永より、自分の領地である緑合(ろくごう)へ来ないかとの書状が届く。その申し出を受けると決め、緑合へ向かう羽木一行と、改良型タイムマシンでやって来た唯が、途中の山中で出くわす。若君が黒羽城に囚われの身だと聞いた唯。ただちに黒羽城へ向かうが、入り込む方法が無い。その時出会ったのが、あやめ率いる一座。一座の協力で、婚礼の席に紛れ込んだ唯。若君と共に逃げ出し、追っ手の目の前で現代へと姿を消す（その光景を見た相賀勢は、若君は病死したとごまかす）。その後現代で平穏な生活を送る二人。しかし唯は、若君に、共に戦国で生きる決意を告げ……。
12巻
唯と共に現代にやって来た若君だが、責任感の強い彼は、やはり羽木一族を見捨てることは出来なかった。唯の両親に詫びを入れ、戦国時代に帰ることを決意。唯も付いて行く。黒羽城近くの森に戻った二人、城から吹雪(若君の愛馬)を連れ出した悪丸と出会う。一方で、緑合に着いた羽木家一同の前に、阿湖姫の兄・松丸義次が現れ、姫を返して欲しいと言い出す。成之との恋ゆえに、それを受け入れられなかった姫だが、思わぬ怪我の功名で、すべて丸く収まるのだった。そして唯たち三人も、苦労はしたが無事、緑合に到着。一同は喜びに包まれる。永禄四年春、緑合城にて改めて婚礼の披露が行われ、若君と唯は、ようやく名実ともに夫婦となるのだった。その一方現代の速川家では、唯の家族が、木村先生から若君と唯(天野の娘と記されていた)の行く末を聞いていた。二人の間に四男三女の子供が出来ること、その子孫が、明治維新まで続く大名となることを。（後書きで、元々の構想ではこの巻で完結だったことが明かされている。）
- 番外編其の一 - 唯の「おふくろ様」吉乃が、天野信近の後添えとなるまでの、その経緯の話。
- 番外編其の二 - 屈折していた成之が心を入れ替えるまでの、心境の変化を描いた話。
- 番外編其の三 - 唯と若君の最初の出会い、それに至るまでの事を、若君の視点で描いた話。

13巻
若君の父・羽木忠高が、伯父の御月家を継ぐことになり、忠高は御月忠永と、忠清(若君)は御月清永と改名。羽木家は名目上、この世から消えることになる。一方、若君の正室(正妻)となった唯は幸せな新婚生活を送るが、教育係・渡瀬の指導は厳しく、しとやかさに欠ける振る舞いに、臣下からの評判もよろしくない。そんな中、成之と阿湖姫の婚礼が行われ、めでたい雰囲気の御月家。ところが緑合を織田家の使者が訪れ、御月家は織田陣営に加わることになる。織田と組んでの最初の戦は、なんと、地侍に乗っ取られた村上城(高山家の城)の奪還であった。城を包囲して降伏を促す御月勢に、ようやく相手は、城を明け渡すと申し出る。しかしそれは罠であった。そのことを知らせるため、唯は小垣城までの伝令役を買って出る。案内役の柿市惣左衛門と、馬では通れぬ近道をひた走る唯。常人なら丸１日かかる道を半日で駆け抜けるが、途中で体調が悪化。なんとか知らせた、その場で倒れてしまう。実は唯、すでに身籠もっていたのだ。その夜、小垣城に、タイムマシンの改良に成功した尊が現れ……。
14巻
妊娠に気付かず無理をして、流産しかけた唯。お腹の子を救うため、尊の持って来たタイムマシンで現代に向かうが、その結果、尊が戦国時代に取り残される。慣れぬ戦国時代で尊が苦労する中、織田信長が高山宗鶴・宗熊父子を陣中に送り込んで来る。村上城の弱点は、それを築いた者が一番よく知っているという読みであった。このことがきっかけで、忠永と宗鶴の長年の確執も終わり、実質的に和解。村上城も落城する。一方で現代の唯、お腹の子は助かったものの、タイムマシンがこのままでは使えないことを知る。その状況を打破するため、尊と若君は、457年後まで開けるなと厳命した上で、タイムマシンの説明書を御月家の蔵に収める。ところが、唯が何ヶ月もの間姿を見せないことから、若君の奥方は亡くなったのではと、あらぬ噂が流れる。その噂を聞きつけ、家臣の娘（偶然にも天野という姓だった）を若君に嫁がせようとする信長。もちろん御月家は拒否するが、緑合城にやって来た織田からの新たな使者は、なんと信長自身であった。そこへ……。

## 尊の発明道具
あらすじを理解するために必要な道具の解説
タイムマシン起動スイッチ
懐剣の形をしている。初代起動スイッチにはニコちゃんマークで、満月の夜に片道のみ・1回に1人のみ移動可能。新起動スイッチはキリリ眉毛マークで、満月の夜に往復可能・1回で2人の移動可能。
秘剣 でんでん丸
日本刀のような形をしたテイザー銃。電気ショックで相手を気絶させる。方向キーで操作して離れた敵にも電流を飛ばすことが出来、後に飛距離を伸ばす改良が加えられた。（一般的なテイザー銃は本体と電極が電気的に繋がっていないと遠隔電撃は出来ない）。
まぼ兵くん
幻の軍隊製造機 空中に国立競技場のサッカーサポーターの姿が映し出され、声援が轟く。
金のけむり玉とゴーグル
発煙弾。3センチ位の玉をカチッと音がするまで押して投げると100メートル四方が1時間だけ一面霧のような白い煙で覆われ、その中では専用ゴーグルをつけた人しか見えない。

## 登場人物

### 主要人物
速川 唯（はやかわ ゆい） / 唯之助 / ふく / 林勝馬
本作の主人公で当初は16歳。遅刻・忘れ物・居眠りの常習犯で、恋愛やオシャレにもまったく関心がなく、現場のおっさん弁当を食べる女子高生。足はすこぶる速い。あまりの速さに戦国時代では「妖怪」と評される。弟の尊が作ったタイムマシンで戦国時代にタイムトラベルし、そこで出会った羽木九八郎忠清（若君様）に一目ぼれしてしまい、現代日本とはかけ離れた過酷な状況をものともせず、戦国時代へ忠清を守るために向かう。
羽木 九八郎忠清（はぎ くはちろう ただきよ） / 御月清永/若君
黒羽城城主の羽木忠高の嫡男で当初は18歳直前。容姿端麗・眉目秀麗（現代でいう超イケメン）で「あまりの麗しさに神仏も愛でられ現し身のまま天に…」と家臣に言わしめるほど。戦国時代・現代を問わずとにかくモテる。けれど、常に冷静さを保ちまた周囲を励まそうと笑顔を忘れず、好きな女子（おなご）であっても腹が決まるまで優しく待つという性格は、顔よりももっと男前。才能にも優れ、特に人心掌握力は特筆もの。武芸十八般に通じ、戦術にも秀でた武将でもある。「ふく」と名乗った唯と会話をして以来、唯一筋。物語的にはお姫様ポジションともなり、マンガ上のモノローグは極端に少ない。
御月久永 / 天丸（幼名） / てんてん
唯と若君の長男。顔は父似で性格は母似。
後に緑合藩初代藩主となる。

### 羽木領内

#### 羽木家（戦国大名・黒羽城城主）
羽木 成之（はぎ なりゆき）
忠清の異母兄だが、母親の身分が低いため寺で育てられる。心の歪みを抱えており、忠清暗殺を試みたこともある。武では忠清に劣るが謀略の才に優れる。唯之助が女性であることも、忠清が唯を好いていることも即座に見破った。
羽木 忠高（はぎ ただたか）/御月忠永
戦国大名、羽木家の殿様で黒羽城城主。忠清、成之の父。お方様一筋。母は御月（みつき）家出身。推定40代前半から半ば。後に母方の御月家を継ぎ改名。
お方様（おかたさま） / 二条の方様
忠高の正室で忠清の母。大殿をメロメロにする美貌の持ち主（30代半ばだが実年齢より若く見える）。公家（二条家）出身。テレビドラマでは故人。
お久（おひさ）
回想で登場するのみ。忠高が正室を迎える前にいた側室で成之の母。忠清が生まれる数日前に成之を生み、成之が幼いころに亡くなった。テレビドラマでは生存して 成之が忠孝と忠清に復讐することを夢見ている。
先代
忠高の父、忠清・成之の祖父。物語には登場しない。延べ23人の側室を抱えていた。

#### 吉乃一家
吉乃（よしの）
梅谷村の百姓孫兵衛（戦死）の妻。推定40歳前後。唯の戦国時代での「おふくろ様」であり良き相談相手。先代殿様の時代の足軽大将の娘でもあり、唯を厳しくしつける女丈夫。今なおなかなかの美貌で、のち天野信近に見初められて後妻となる（その結果、唯は天野家の娘として記録されることになる）。
三之助（さんのすけ）/天野信尊
初出は7歳。吉乃の息子。学問好きで物覚えが良い。母の再婚に伴い弟ともども天野家の養子となる。戦国時代にやってきた尊の弟子のようになり後に御月家の名家老として歴史に名を残す。
孫四郎（まごしろう）/天野信勝
吉乃の一番下の息子でまだ幼い。

#### 天野家（羽木家家老）
天野 小平太（あまの こへいた）
忠清の近習であり御馬前を守る優れた武将。家老天野信近の長男。7つの時より忠清に仕えており、忠清より3歳年長。父親と同じく根っからの武弁で、唯が女性であることも忠清の想い人であることも気が付かなかった。
天野 信近（あまの のぶちか）
羽木家家老で忠高の側近。代々武芸をもって羽木家に仕える天野家現当主。推定40代半ばから後半。堅物の根っからの武人で、自ら「生来の無骨者」と称する。天野の兵は赤揃えで有名。吉乃と再婚し、唯の戦国時代の養父ともなる。
天野 信茂（あまの のぶしげ）
信近の父親で、天野家の先代当主。忠清を養育した「じい」（守役）であり、先代殿様の時代の四天王の一人でもある。忠清の奥方は海道一の手弱女（たおやめ）と決めており、世継ぎを心待ちにする。

#### その他の羽木家家臣等
赤井 源三郎（あかい げんざぶろう）
忠清のもう一人の近習。小平太と同じく忠清より3歳年長。千原家の縁者らしい。
木村 政秀（きむら まさひで）
小垣城城代。羽木家家老の一人。唯が最初に紛れ込んだのはこの木村政秀の率いる足軽隊であった。
千原 元次（ちはら もとつぐ）
千原家は天野家と並ぶ羽木家家老の家柄。天野信茂とは幼少時からなにかと競い合うかつての四天王の一人。悪丸を召し抱えていた。織田家と組んだ高山との戦で、無理をして倒れ戦病死。
千原 直家（ちはら なおいえ）
吉田城城代。
藤尾（ふじお）
お方様の乳母であり、奥御殿を取り仕切る女房。
悪丸（あくまる）
唯が来る前は羽木兵の中で一番足の速い足軽。大柄で黒人的風貌だが、実は唯より1歳年下。駆け比べで唯に負けてからは唯の家来となる。
乃木（のぎ）
馬番組頭。唯之助に若君かどわかしの嫌疑がかかった時、いち早く知らせ逃亡を手助けした。
如古坊（にょこぼう）
成之の育った寺からくっついて来た宇宙人顔の生臭坊主。忠清に悪事がばれた後、逐電。
渡瀬（とせ）
藤尾配下の女房の一人で、結婚後の唯の、世話役兼教育係。真面目でよく気が付く反面、口うるさくネチネチした性格で、唯も周囲も閉口させられる。が、実は忠誠心が強く他人が唯の陰口を叩くのはけして許さない、という一面もある。
つゆ
渡瀬とともに唯に仕える世話役。唯を慕っている。後に小平太に嫁ぐ。

#### 羽木領内の領民等
あやめ
猿楽一座「一笠座」（いちりゅうざ）の娘であり、要所要所で唯の女装の手伝いを行い、相賀からの忠清奪還を助ける。唯の恋の指南役でもある。
鐘ヶ江 ふき（かねがえ ふき）
忠清の閨に上がるところを唯に邪魔され、ふくを名乗った唯と間違えられて側室となるも、忠清の渡りがなく忘れ去られている。忠清を文攻めにする。
鐘ヶ江 久政（かねがえ ひさまさ）
元領主の家柄で、ふきの父。お家再興のため、忠清が13歳の時からふきを側室にと狙う。

### その他周辺諸国の姫・武将他
松丸 阿湖（まつまる あこ） / 阿湖姫
松丸家の姫君。容姿、性格とも優れており、海道一の手弱女（たおやめ）と評判。忠清の婚約者として黒羽城に来るが、ライバルである唯とは馬が合う。その後、成之と恋仲となり結婚する。
松丸 義次（まつまる よしつぐ）
阿湖姫の兄で、松丸家次男。織田信長に屈するしか無かった松丸家を憂う一方、妹には幸せになって欲しいと願っている。
高山 宗鶴（こうやま むねつる）
羽木家と敵対する戦国大名、高山家の殿様。禿頭とつり上がった目が特徴。強硬かつ好戦的な性格で、羽木忠高を目の敵にし小垣を度々攻め、羽木憎しから相賀を引き入れる。高山の本城は、長沢城。
高山 宗熊（こうやま むねくま）
宗鶴の息子で高山家の若君。高圧的な父親の下で育ったせいか、大男なのに小心者（しかし人が良く気も良い）。阿湖姫に化けた唯を気に入り、足軽姿の唯もすぐ気が付くほど。羽木家との和睦に応じる。
坂口 信広（さかぐち のぶひろ）
高山家家臣。羽木成之、如古坊と組んで、吉田城で忠清を暗殺しようとした。成之のことは「羽木を束ねる器量も人望もない」と評している。
野上 元丞（のがみ げんじょう）
北嶺山一帯を拠点とする国衆。羽木に追いやられた元領主の家柄。酒好き。忠清を気に入り長く対立してきた羽木家と和睦に応じ、高山・織田の連合軍に追われた羽木一門を匿った。
野上 元継（のがみ もとつぐ）
野上元丞の息子。忠清との約定に従い、窮地に陥った羽木家を助ける。
平念和尚（へいねん おしょう）
高山領内の山奥に建つ寺の和尚で、70を越えた老僧。忠清、唯らを助けるが、皮肉にもその結果、寺を失う羽目になる。この時の功により、羽木領内に新たな寺を建ててもらう予定だった。
奇念（きねん）
平念和尚の寺の小僧で、顔は悪いが性格の良い少年（唯より2歳から3歳年下）。のち諸国を旅し上人と呼ばれる高僧となり、40年後に故郷の大手山で平生寺を開く。また慶長七年（1602年）、忠清の供養塔も建立する。テレビドラマには登場しない。
相賀 一成（あいが かずなり）
織田家の武将。高山宗鶴を調略し、黒羽・高山・松丸一帯を手に入れる。忠清を気に入って婿に迎えようとするも、目の前で消えられ失敗。後に斎藤方に寝返り、織田家に反旗を翻すが織田・御月軍に破れ滅亡する。
御月 晴永（みつき はるなが）
羽木忠高の伯父に当たる、緑合（ろくごう）の領主。永禄四年時、すでに69歳の高齢。唯一の息子・康永を病気で亡くしたため、甥である忠高に御月家を継がせようとする。
志喜 正綱（しき まさつな）
織田家の家臣で、温和で誠実な好人物。しかし一方で、切れ者としても知られる。御月家との間で、交渉兼連絡役を務める。
室屋 与十郎（むろや よじゅうろう）
地侍。高山家が織田家に降ったその隙を突き、村上城を乗っ取る。攻め寄せた御月勢を、降伏を装い罠に嵌めようとするも、唯と柿市惣左衛門の働きで失敗。城を落とされて生け捕りにされた。
柿市 惣左衛門（かきいち そうざえもん）
旧御月家の家臣で、その中では随一の健脚。地侍・室屋与十郎の罠を味方に知らせるため、馬では通れぬ近道を使うことを提案。女と侮っていた唯の、自分を凌ぐ健脚に驚くことになる。
織田 信長
作品中唯一登場する実在の戦国武将。時代としては斎藤氏との抗争中とされる。若いイケメン（若君は塩顔の細マッチョと表現）で苛烈だが革新的な一般的な信長像。
作中で29歳という記述があり、史実では桶狭間の戦いの後、松平信康（徳川家康）と同盟を結んだ頃となる。

### 現代（21世紀）
速川 尊（はやかわ たける）
唯の1歳下の弟。自宅の研究室（物置）でタイムマシンを発明した超天才少年。その他、でんでん丸、まぼ兵君など、唯や羽木家を救う道具を開発。忠清にとっての「現代の小姓」でもある。唯と違い繊細で（テレビドラマでは引きこもっている）、運動は苦手。
唯を助けるため戦国時代に5か月ほど残り、さまざまな発明品を残す。
速川 伸行（テレビドラマでは覚）
唯の父。唯の読みの甘さは父親譲りらしい。
速川 育代（テレビドラマでは美香子）
唯の母で専業主婦（テレビドラマでは医師）。唯のことは気遣っているが楽観的。現代に来た忠清に、高校の制服を着せるなどお茶目な性格。
木村先生
唯の高校の日本史担当教諭で、一見くたびれた印象の中年男。だが、郷土史を研究する学者でもあり、その分野では割と有名。現代に戻った唯の、歴史についての相談相手。木村政秀の子孫らしい。
向坂先生（こうさか せんせい）
速川家の隣に住むT大文学部名誉教授。専門は日本古典文学。現代に来た忠清の正体に気付き、忠清が唯に宛てた読めない（草書体＋候調の）手紙を現代語訳してくれた。現代における忠清の「じい」。

## 書誌情報
- 森本梢子 『アシガール』 集英社〈マーガレットコミックス〉、全16巻
  1. 2012年7月25日発売[† 1]、ISBN 978-4-08-846807-5
  2. 2013年2月25日発売[† 2]、ISBN 978-4-08-845003-2
  3. 2013年10月25日発売[† 3]、ISBN 978-4-08-845117-6
  4. 2014年5月23日発売[† 4]、ISBN 978-4-08-845218-0
  5. 2015年1月23日発売[† 5]、ISBN 978-4-08-845338-5
  6. 2015年8月25日発売[† 6]、ISBN 978-4-08-845436-8
  7. 2016年4月25日発売[10][† 7]、ISBN 978-4-08-845558-7
  8. 2016年12月22日発売[† 8]、ISBN 978-4-08-845689-8
  9. 2017年9月25日発売[† 9]、ISBN 978-4-08-845814-4
  10. 2018年4月25日発売[† 10]、ISBN 978-4-08-844029-3
  11. 2018年8月24日発売[† 11]、ISBN 978-4-08-844089-7
  12. 2019年2月25日発売[† 12]、ISBN 978-4-08-844175-7
  13. 2019年9月25日発売[† 13]、ISBN 978-4-08-844249-5
  14. 2020年4月24日発売[† 14]、ISBN 978-4-08-844331-7
  15. 2020年12月24日発売[† 15]、ISBN 978-4-08-844433-8
  16. 2022年2月25日発売[† 16]、ISBN 978-4-08-844518-2
- 森本梢子 『たまのこしいれ ―アシガールEDO―』 集英社〈マーガレットコミックス〉、既刊3巻（2025年2月25日現在）
  1. 2023年10月25日発売[11][† 17]、ISBN 978-4-08-844840-4
  2. 2024年6月25日発売[† 18]、ISBN 978-4-08-843026-3
  3. 2025年2月25日発売[† 19]、ISBN 978-4-08-843108-6

## 小説
『小説 アシガール』（しょうせつ アシガール）と題してせひらあやみ著により小説化され、2017年9月20日に集英社オレンジ文庫から刊行された（ISBN 978-4-08-680150-8）。

## テレビドラマ
NHK総合テレビの「土曜時代ドラマ」枠で2017年9月23日から12月16日まで放送された。全12回。主演は黒島結菜。
この続編となるスペシャルドラマが、特集ドラマ『アシガールSP〜超時空ラブコメ再び〜』として、NHK総合およびNHK BS4Kで2018年12月24日に放送された。

### キャスト

#### 主要人物
- 速川唯 / 唯之助 - 黒島結菜
- 速川覚 - 古舘寛治
- 速川美香子 - 中島ひろ子
- 速川尊 - 下田翔大
- 羽木九八郎忠清 - 健太郎[注 2]
- 羽木成之 - 松下優也
- 羽木忠高 - 石黒賢
- 吉乃 - ともさかりえ
- 三之助 - 庵原匠悟
- 孫四郎 - 秋元麟
- 松丸阿湖 - 川栄李奈
- 天野小平太 - 金田哲（はんにゃ）
- 天野信近 - 飯田基祐
- 天野信茂 - イッセー尾形
- 如古坊 - 本田大輔
- 久 - 田中美里
- 相賀一成 - 西村まさ彦（SP）
- 千原元次 - 升毅

#### その他
- 悪丸 - MAX[17]
- 木村先生/木村政秀 - 正名僕蔵
- あやめ - 森優作
- 鐘ヶ江ふき - 中村静香
- 源三郎 - 篠田諒
- 遠太 - 大窪人衛
- 千吉 - 竹井亮介
- 画治郎 - 森下創
- 勘兵衛 - 水野智則
- 諸橋則次 - 中野剛
- 宇部良治 - 川守田政人
- 坂口寿久 - 山本龍二
- かめ - 原扶貴子
- 藤尾 - 山野海
- 有山永季 - 稲荷卓央
- 松丸義次 - 中山義紘
- 平念 - 一本気伸吾
- 高山宗鶴 - 村田雄浩
- 高山宗熊 - 加藤諒
- 木村加代 - 水津亜子
- 氏坂又十郎 - 平山祐介

### スタッフ
- 原作 - 森本梢子（集英社マーガレットコミックス）
- 脚本 - 宮村優子
- 音楽 - 冬野ユミ
- 語り - 秋鹿真人
- 解説放送 - 宮島史年
- 演出 - 中島由貴、伊勢田雅也、鹿島悠（NHKエンタープライズ）
- 制作統括 - 内田ゆき（NHKエンタープライズ） 、土屋勝裕（NHK）
- 制作 - NHKエンタープライズ
- 制作・著作 - NHK

### 評価
2021年1月に行われ、300人が投票に参加した「タイムスリップ作品で好きなドラマランキング」では、テセウスの船や信長協奏曲を凌ぎ1位を獲得した。

### 放送日程
| 各話   | 放送日   | サブタイトル            | 演出       | 視聴率 |
| ------ | -------- | ----------------------- | ---------- | ------ |
| 第1回  | 09月23日 | 見参! 戦国女子高生      | 中島由貴   | 7.4%   |
| 第2回  | 09月30日 | 若君めざして一直線!     | 中島由貴   | 5.1%   |
| 第3回  | 10月07日 | 若君といざ出陣!         | 中島由貴   | 7.2%   |
| 第4回  | 10月14日 | ドキドキの夜!           | 中島由貴   |        |
| 第5回  | 10月21日 | 走れ! 初デート          | 伊勢田雅也 |        |
| 第6回  | 10月28日 | 平成に若君キター!       | 伊勢田雅也 |        |
| 第7回  | 11月04日 | 待ってます戦国で!       | 伊勢田雅也 |        |
| 第8回  | 11月18日 | 満月よ! もう少しだけ    | 伊勢田雅也 |        |
| 第9回  | 11月25日 | せつないラストチャンス! | 鹿島悠     |        |
| 第10回 | 12月02日 | その結婚ちょっと待った! | 中島由貴   |        |
| 第11回 | 12月09日 | 走りぬけ! 愛のために    | 中島由貴   |        |
| 最終回 | 12月16日 | 若君といつまでも!       | 中島由貴   |        |

- 11月11日は『NHK杯国際フィギュアスケート競技大会女子シングルフリー』（16:00 - 18:20）放送のため休止。

#### 再放送実績
連続ドラマ版は、総合テレビにて2018年2月15日（14日深夜）から2月18日（17日深夜）まで連続12回を4夜にわたり、2020年4月17日から7月3日まで、毎週金曜の22時から22時45分にも「アンコール放送」という形で、2度再放送されている。
2度目の再放送となった2020年4月 - 7月分では、ドラマ本編前にドラマプレゼンターの赤ペン瀧川による「アシガールみどころ徹底解説」、本編後に「アシガール本日のおさらい」「アシガール次回のみどころ」のミニコーナーも実施・放送された。
SPドラマ版も、2020年7月23日の13時5分から14時34分には、総合テレビに於いて再放送された。

### 関連商品
サウンドトラック
- 冬野ユミ 土曜時代ドラマ「アシガール」オリジナル・サウンドトラック（2017年12月8日配信、NHK出版）
- NHK土曜時代ドラマ「アシガール」オリジナル・サウンドトラック 音楽：冬野ユミ（2018年10月24日、アイデアルミュージック、NGCS-1089）

DVD
- アシガール DVD BOX（2018年6月2日、ハピネット、HPBR-240）
- アシガールSP〜超時空ラブコメ再び〜（2019年4月2日、ハピネット、HPBR-350）

Blu-ray
- アシガール Blu-ray BOX（2018年6月2日、ハピネット、HPXR-240）
- アシガールSP〜超時空ラブコメ再び〜（2019年4月2日、ハピネット、HPXR-350）

| NHK総合 土曜時代ドラマ                               | NHK総合 土曜時代ドラマ           | NHK総合 土曜時代ドラマ                     |
| 前番組                                               | 番組名                           | 次番組                                     |
| ---------------------------------------------------- | -------------------------------- | ------------------------------------------ |
| 悦ちゃん 〜昭和駄目パパ恋物語〜 （2017/7/15 - 9/16） | アシガール （2017/9/23 - 12/16） | そろばん侍 風の市兵衛 （2018/5/19 - 7/21） |

## 朗読劇
2023年8月5日・6日、『音楽朗読劇 アシガール』としてTOYOSU PITで上演された。主催はカルチュア・エンタテインメント。
キャスト
- 速川唯 - 本田望結（5日）、紺野彩夏（6日昼夜）
- 羽木九八郎忠清 - 増田俊樹（5日）、深堀未来（BALLISTIK BOYZ）（6日昼）、草川拓弥（超特急）（6日夜）
- 速川尊 - 峯田大夢（5日）、新祐樹（6日昼）、梅田修一朗（6日夜）
- 松丸阿湖 - 尾崎由香（5日）、中島愛（6日昼）、小市眞琴（6日夜）
- 羽木成之 - 熊谷健太郎（5日）、山下誠一郎（6日昼）、橘龍丸 （6日夜）

スタッフ
- 脚本・演出：岡本貴也
- 音楽監督：土屋雄作